# 派恩豪斯湖
派恩豪斯湖是加拿大的湖泊，位於拉龍日湖以東80公里，由薩斯喀徹溫省負責管轄，座標位置為55°32′N 106°32′W / 55.533°N 106.533°W，面積373平方公里，島嶼總面積31平方公里。

## 外部連結
- Statistics Canada
- Anglersatlas.com

55°32′N 106°35′W / 55.533°N 106.583°W